# ماتان كاهانا
ماتان كاهانا (بالعبرية: מַתָּן כַּהֲנָא‏) (من مواليد 29 يوليو 1972) هو سياسي إسرائيلي شغل منصب نائب وزير الخدمات الدينية وكان عضوا في الكنيست عن حزبي اليمين الجديد ويمينا.
كان ضابطًا في الجيش الإسرائيلي برتبة عقيد، وخدم كمقاتل في سيرة متكال، وكطيار مقاتل في سلاح الجو الإسرائيلي. وكان قائد سرب طائرات إف 16.  بعد تقاعده من الجيش، انضم إلى حزب اليمين الجديد، وهو جزء من تحالف يمينا. وفي عام 2022 انضم إلى تحالف الوحدة الوطنية.

## حياته
ولد كاهانا في حيفا. 
عندما كان عمره ثلاثة أشهر، انتقل مع عائلته إلى نيويورك بالولايات المتحدة الأمريكية، بعد أن درس والده الهندسة الكهربائية وإدارة الأعمال. وعندما كان في الثالثة من عمره، عادت العائلة للعيش في موشاف بيت جمليئيل. التحق كاهانا بالمدرسة الابتدائية في كيبوتس هافيتز حاييم (الصفوف 1-8)، ثم في مدرسة نتيف مئير الدينية.  كان في شبابه مستشارًا لحركة بني عكيفا في فرع موشاف بيت جمليئيل.
حصل على بكالوريوس في الحقوق من جامعة بار إيلان. 
وهو متزوج من ليزا، دكتورة في علم النفس السريري، وهو أب لأربعة أطفال. يسكن في الموشاف الديني بيت جمليئيل.  

## الحياة العسكرية

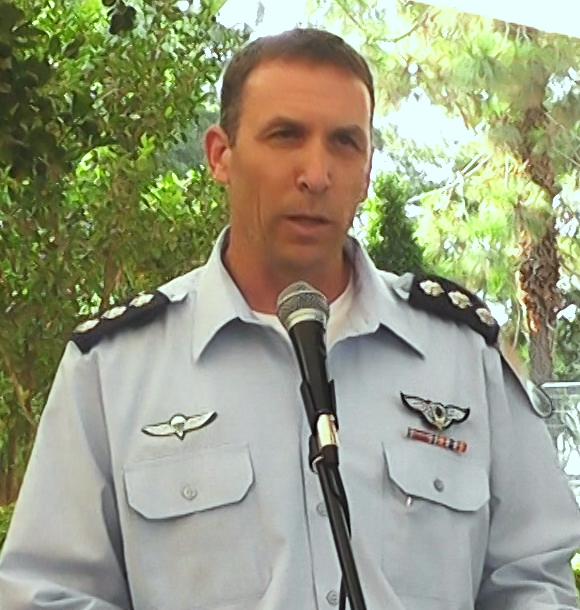
كاهانا في عام 2017

تم تجنيد كاهانا في دورة الطيران، لكنه وقع على تنازل للخدمة في سايريت متكال. خدم كمقاتل لمدة ثلاث سنوات ونصف.  في يناير 1994، عندما أنهى خدمته الإلزامية، التحق بدورة طيار مقاتل، وعمل كطيار مقاتل في السرب 116. 
طوال فترة خدمته، شارك كطيار في عملية الرصاص المصبوب، وعملية عمود السحاب، وحرب غزة عام 2014. كما شارك كطيار من طراز F-16 في حرب لبنان الثانية.  
وبعد انتهاء مهامه كقائد لسرب الوادي تمت ترقيته إلى رتبة مقدم وعين رئيسا للفرقة في مقر القوات الجوية. وفي أغسطس 2018، تم تسريحه من الجيش الإسرائيلي.

## الحياة السياسية
بعد تسريحه من الجيش الإسرائيلي في عام 2018،   عمل كاهانا مديرًا لمبادرة الشتات في مركز تكنولوجيا التعليم.
في 10 يناير 2019، أعلن انضمامه إلى حزب اليمين الجديد بزعامة نفتالي بينيت وأيليت شاكيد.  احتل المركز الرابع في قائمة حزب الكنيست لانتخابات الكنيست في أبريل 2019، لكنه لم يتم انتخابه للكنيست بعد فشل حزبه بفارق ضئيل في اجتياز عتبة الانتخابات. 
قبل انتخابات سبتمبر 2019، تم إدراجه في المركز السابع في قائمة حزب "يمينا" المشترك (نيابة عن اليمين الجديد). وفازت القائمة بسبعة مقاعد، وانتخب عضوا في الكنيست الثانية والعشرين. 
في مايو 2022، استقال من منصبه كوزير للخدمات الدينية وأعلن أنه سيعود إلى الكنيست للعمل كعضو كنيست عن حزب يمينا، ليحل محل عضو الكنيست يومتوب كالفون. وكان الهدف من هذه الخطوة "المساعدة في تعزيز التحالف".   بعد استقالته، تم تعيين كاهانا بسرعة نائبًا لوزير الخدمات الدينية بينما حاولت الحكومة الائتلافية إعادة تعيينه في منصبه السابق من خلال التصويت في الكنيست.  ولكن تم إحباط ذلك من قبل عضو الكنيست عيديت سيلمان، التي صوتت مع المعارضة. 
وفي أغسطس 2022، قرر كاهانا مغادرة يمينا والانضمام إلى تحالف الوحدة الوطنية.  انتهت ولاية كاهانا كنائب لوزير الخدمات الدينية في 16 أغسطس، عندما انتهت الولاية القانونية لبينيت، الذي كان يشغل منصب القائم بأعمال وزير الوزارة، بعد ثلاثة أشهر. 